# Llista de cràters de Jàpet
En aquest article només es mostra els noms oficials aprovats per la Unió Astronòmica Internacional (UAI).
Aquesta és una llista de cràters amb nom de Jàpet, un satèl·lit natural de Saturn descobert el 1671 per Giovanni Cassini  (1625-1712).
El 2019, els 58 cràters amb nom de Jàpet, representaven el 1,05% dels 5475 cràters amb nom del Sistema Solar. Altres cossos amb cràters amb nom són Amaltea (2), Ariel (17), Cal·listo (142), Caront (6), Ceres (115), Dàctil (2), Deimos (2), Dione (73), Encèlad (53), Epimeteu (2), Eros (37), Europa (41), Febe (24), Fobos (17), Ganímedes (132), Gaspra (31), Hiperió (4), Ida (21), Itokawa (10), Janus (4), Lluna (1624), Lutècia (19), Mart (1124), Mathilde (23), Mercuri (402), Mimas (35), Miranda (7), Oberó (9), Plutó (5), Proteu (1), Puck (3), Rea (128), Šteins (23), Tebe (1), Terra (190), Tetis (50), Tità (11), Titània (15), Tritó (9), Umbriel (13), Venus (900), i Vesta (90).

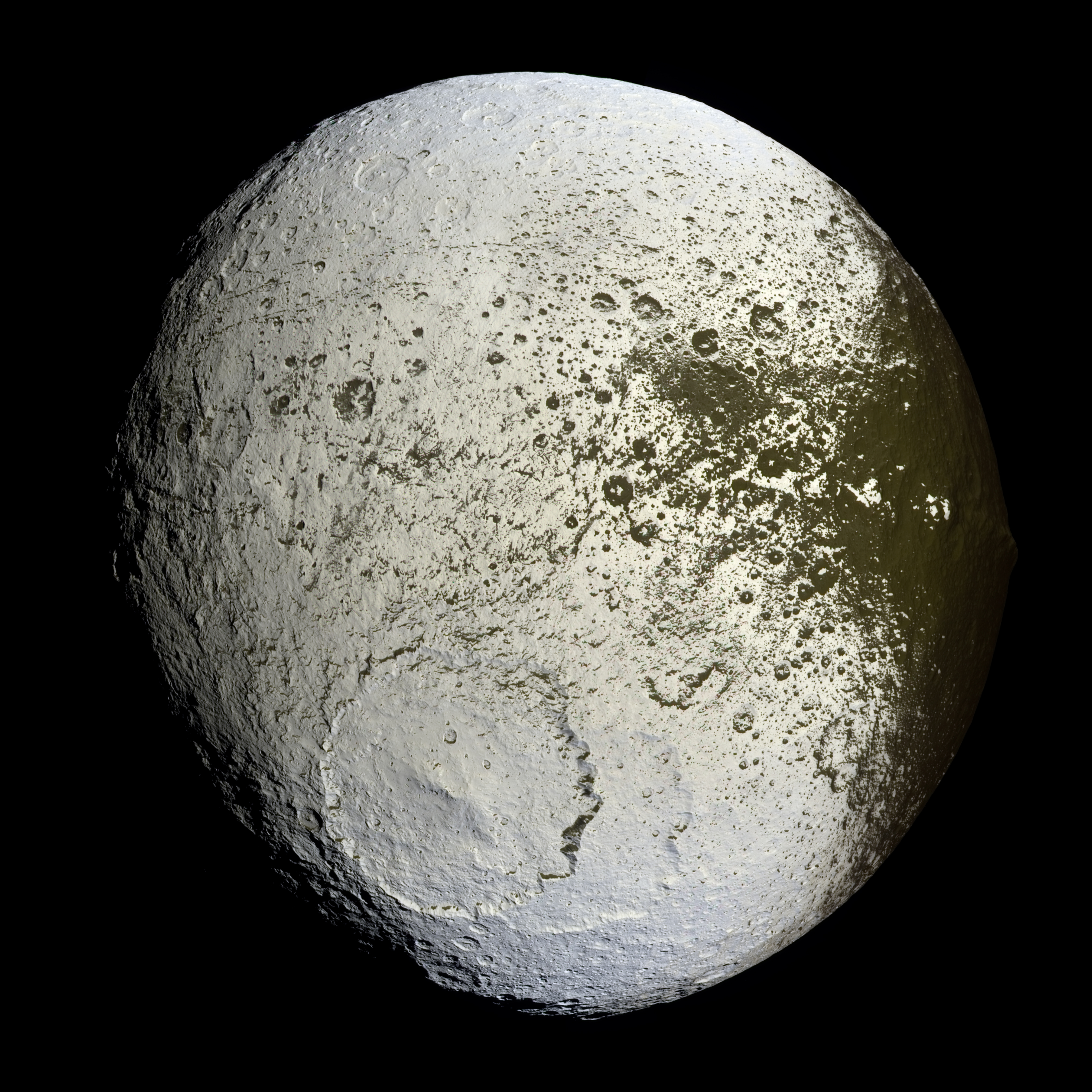
Fotografia de Jàpet, presa per la sonda espacial Cassini a 1.468 km de distància, 2007. Es creu que el material fosc està format per compostos orgànics que contenen nitrogen (com els cianurs), minerals hidrats i altres minerals carbònics.
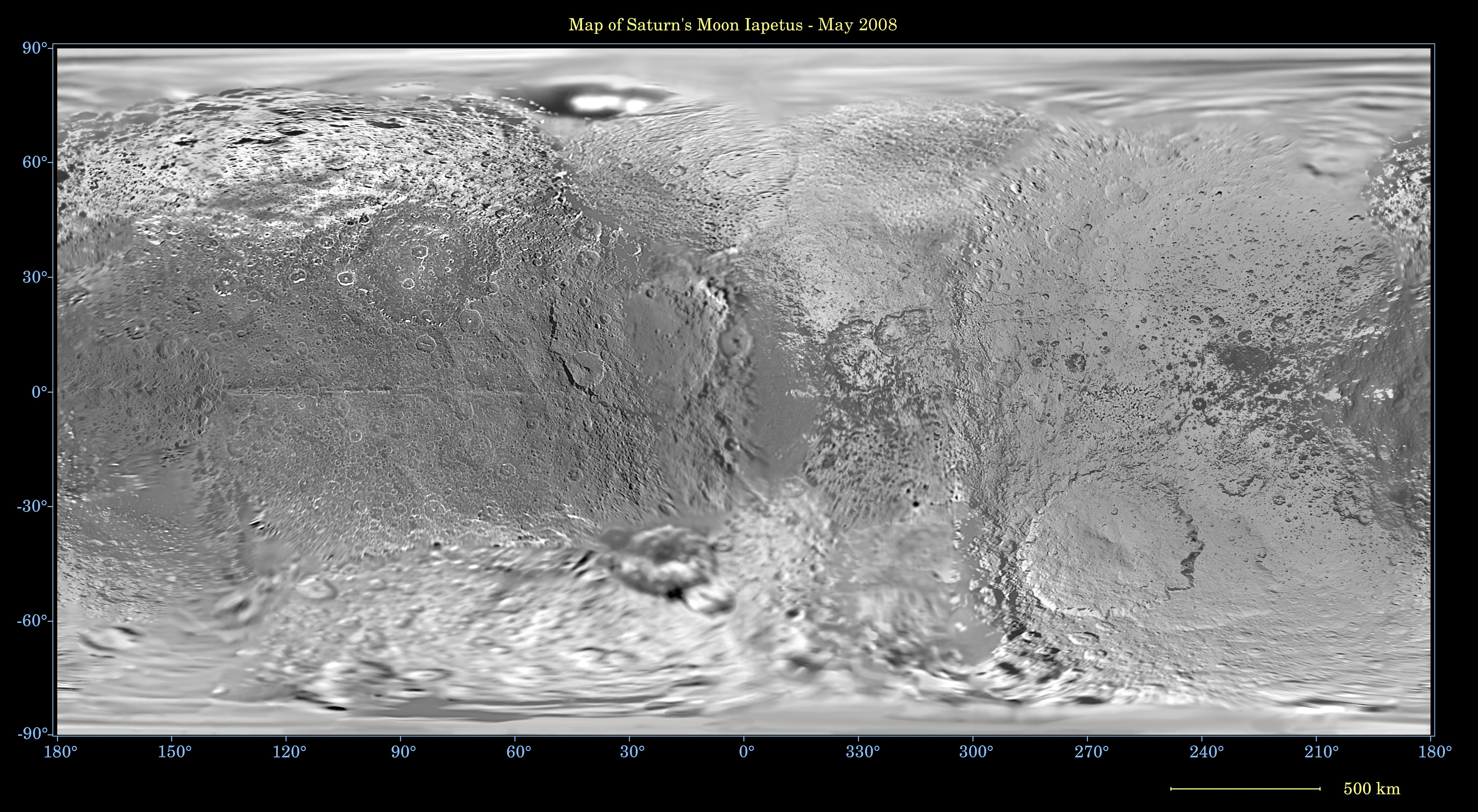
Mapa topogràfic de Jàpet, 2008

Jàpet té una gran densitat de cràters, i les imatges de la sonda espacial Cassini han revelat grans conques d'impacte, almenys sis de les quals tenen més de 350 km de diàmetre. Abisme té un diàmetre de 767,74 km.

## Llista
Els cràters de Jàpet porten els noms de personatges i llocs vinculats a la Cançó de Rotllà, una obra de la literatura medieval francesa. Els noms dels personatges francs són triats per als cràters de les zones brillants de la lluna, i els noms dels personatges sarraïns per als de les zones fosques.
La latitud i la longitud es donen com a coordenades planetogràfiques amb longitud oest (+ Oest; 0-360).
| Cràter      | Coordenades                            | Diàmetre (km) | Epònim | Ref.  |
| ----------- | -------------------------------------- | ------------- | --- | ----- |
| Abisme      | 37° 32′ N, 92° 55′ O / 37.53°N,92.92°O | 767,74        | Abisme - Noble sarraí assassinat per Turpin.                                                                                                 | WGPSN |
| Acelin      | 42° 42′ N, 154° 54′ O / 42.7°N,154.9°O | 38,00         | Acelin - Aceline de Gascunya, un dels dotze membres del Consell del Rei.                                                                     | WGPSN |
| Adelroth    | 6° 36′ N, 183° 36′ O / 6.6°N,183.6°O   | 57,00         | Adelroth - Nebot de Marsil, assassinat per Rotllà en la primera batalla.                                                                     | WGPSN |
| Almeric     | 53° 24′ N, 276° 00′ O / 53.4°N,276°O   | 43,00         | Almeric - Un dels dotze membres del Consell del Rei, assassinat per Marsil. Aquest cràter s'utilitza per definir el primer meridià de Japet. | WGPSN |
| Anseïs      | 40° 42′ S, 290° 48′ O / 40.7°S,290.8°O | 48,00         | Anseïs - Un dels dotze membres del Consell del Rei. Assassina a Turgis i assassinat per Malquiant.                                           | WGPSN |
| Astor       | 14° 54′ N, 321° 12′ O / 14.9°N,321.2°O | 122,00        | Astor - Baró franc, senyor de València del Roine.                                                                                            | WGPSN |
| Baligant    | 16° 24′ N, 224° 54′ O / 16.4°N,224.9°O | 66,00         | Baligant - Emir de Babilònia, Marsil invoca la seva ajuda contra Carlemany.                                                                  | WGPSN |
| Basan       | 33° 18′ N, 194° 42′ O / 33.3°N,194.7°O | 76,00         | Basan - Baró franc, és assassinat amb el seu germà Basil mentre es trobava amb Marsil en missió diplomàtica.                                 | WGPSN |
| Basbrun     | 52° 00′ S, 111° 48′ O / 52°S,111.8°O   | 80,00         | Basbrun - Oficial de Carlemany, penja 30 parents de Ganeló després de la traïció d'aquest últim.                                             | WGPSN |
| Basile      | 0° 42′ S, 187° 54′ O / 0.7°S,187.9°O   | 6,00          | Basile - Baró franc, és assassinat amb el seu germà Basan mentre es trobava amb Marsil en missió diplomàtica.                                | WGPSN |
| Berenger    | 62° 06′ N, 219° 42′ O / 62.1°N,219.7°O | 84,00         | Berenger - Un dels dotze membres del Consell del Rei. Assassina a Estramarí i és assassinat per Grandoyne.                                   | WGPSN |
| Besgun      | 76° 00′ N, 309° 48′ O / 76°N,309.8°O   | 56,00         | Besgun - Cap de l'exèrcit de Carlemany, va protegir a Ganeló després que es descobrís la traïció d'aquest últim.                             | WGPSN |
| Bevon       | 70° 42′ N, 93° 00′ O / 70.7°N,93°O     | 48,00         | Bevon - Baró franc, assassinat per Marsil.                                                                                                   | WGPSN |
| Bramimond   | 38° N, 178° O / 38°N,178°O             | 200,00        | Bramimond - Reina de Saragossa, esposa de Marsil.                                                                                            | WGPSN |
| Charlemagne | 55° 00′ N, 258° 48′ O / 55°N,258.8°O   | 95,00         | Carlemany - Rei dels francs, dels llombards i emperador del Sacre Imperi Romanogermànic.                                                     | WGPSN |
| Clarin      | 18° 18′ N, 71° 36′ O / 18.3°N,71.6°O   | 84,00         | Clarin - Noble sarraí que es va reunir amb Carlemany en missió diplomàtica.                                                                  | WGPSN |
| Climborin   | 30° 24′ N, 116° 54′ O / 30.4°N,116.9°O | 49,00         | Climborin - Noble sarraí, dona el casc a Ganeló, assassinat per Oliviero.                                                                    | WGPSN |
| Corsablis   | 0° 54′ N, 114° 12′ O / 0.9°N,114.2°O   | 73,00         | Corsablis - Noble sarraí, mata a l'arquebisbe Turpin en la primera batalla.                                                                  | WGPSN |
| Dapamort    | 36° 36′ N, 84° 54′ O / 36.6°N,84.9°O   | 49,00         | Dapamort - Rei sarraí de Lícia; cap de l'exèrcit de Baligant.                                                                                | WGPSN |
| Engelier    | 40° 30′ S, 264° 42′ O / 40.5°S,264.7°O | 504,00        | Engelier - Un dels dotze membres del Consell del Rei, assassinat per Climborin en la primera batalla.                                        | WGPSN |
| Escremiz    | 1° 36′ N, 173° 30′ O / 1.6°N,173.5°O   | 0,06          | Escremiz de Valterne - Un noble franc, convidat per Engelier a la primera batalla.                                                           | WGPSN |
| Eudropin    | 0° 54′ N, 220° 42′ O / 0.9°N,220.7°O   | 42,00         | Eudropin - Noble sarraí que es va reunir amb Carlemany en missió diplomàtica.                                                                | WGPSN |
| Falsaron    | 33° 48′ N, 82° 36′ O / 33.8°N,82.6°O   | 424,00        | Falsaron - El germà de Marsil, assassinat per Oliviero.                                                                                      | WGPSN |
| Ganelon     | 44° 18′ S, 19° 48′ O / 44.3°S,19.8°O   | 230,00        | Ganeló - Comte franc, padrastre de Rotllà, traeix mostrant a Marsil com atacar la rereguarda franca.                                         | WGPSN |
| Garlon      | 3° 12′ S, 240° 30′ O / 3.2°S,240.5°O   | 47,00         | Garlon - Noble sarraí en missió diplomàtica a Carlemany.                                                                                     | WGPSN |
| Geboin      | 58° 36′ N, 173° 24′ O / 58.6°N,173.4°O | 81,00         | Geboin - Inicialment custodiava els cossos dels francs caiguts, després comandant de la segona columna de Carlemany.                         | WGPSN |
| Gerin       | 45° 36′ S, 233° 00′ O / 45.6°S,233°O   | 445,00        | Gerin - Un dels dotze membres del Consell del Rei, mata a Malprimis, és assassinat per Grandoyne.                                            | WGPSN |
| Godefroy    | 71° 54′ N, 249° 06′ O / 71.9°N,249.1°O | 63,00         | Godefroy - Portador de l'estendard de Carlemany, el germà de Tierri, defensa Calemany de Pinabel.                                            | WGPSN |
| Grandoyne   | 17° 42′ N, 214° 30′ O / 17.7°N,214.5°O | 65,00         | Grandoyne - Fill del rei de Capadòcia Capuel, mata a Gerin, Gerier, Berenger, Guy St. Antoine i el duc d' Astorga. És assassinat per Rotllà. | WGPSN |
| Hamon       | 10° 36′ N, 270° 00′ O / 10.6°N,270°O   | 96,00         | Hamon - Comandant de la vuitena divisió de Carlemany.                                                                                        | WGPSN |
| Ivon        | 18° N, 315° O / 18°N,315°O             | 100,00        | Ivon - Noble franc, un dels dotze membres del Consell del Rei.                                                                               | WGPSN |
| Johun       | 12° 24′ N, 83° 24′ O / 12.4°N,83.4°O   | 64,00         | Johun d'ultramar - Noble sarraí que es va reunir amb Carlemany en missió diplomàtica.                                                        | WGPSN |
| Jurfaleu    | 13° 00′ N, 2° 30′ O / 13°N,2.5°O       | 107,00        | Jurfaleu - Fill de Marsil, rei sarraí de Saragossa.                                                                                          | WGPSN |
| Lorant      | 65° 12′ N, 159° 48′ O / 65.2°N,159.8°O | 44,00         | Lorant - Comandant d'una de les divisions franc, assassinat per Baligant.                                                                    | WGPSN |
| Malprimis   | 15° 12′ S, 118° 12′ O / 15.2°S,118.2°O | 377,00        | Malprimis - Noble sarraí de Brigal, assassinat per Gerin en la primera batalla.                                                              | WGPSN |
| Malun       | 5° 54′ N, 41° 18′ O / 5.9°N,41.3°O     | 121,00        | Malun - Noble sarraí, assassinat per Oliver.                                                                                                 | WGPSN |
| Margaris    | 27° 42′ N, 135° 48′ O / 27.7°N,135.8°O | 75,00         | Margaris - Noble sarraí de Sevilla; voluntari per lluitar en la batalla de Roncesvalls.                                                      | WGPSN |
| Marsilon    | 39° 12′ N, 176° 06′ O / 39.2°N,176.1°O | 136,00        | Marsil de Saragossa - Rei de Saragossa, ferit mortal per Rotllà.                                                                             | WGPSN |
| Matthay     | 3° 30′ S, 187° 24′ O / 3.5°S,187.4°O   | 58,00         | Matthay - Noble sarraí que es va reunir amb Carlemany en missió diplomàtica.                                                                 | WGPSN |
| Milon       | 67° 54′ N, 270° 12′ O / 67.9°N,270.2°O | 119,00        | Milon - Guàrdia dels cossos dels francs caiguts.                                                                                             | WGPSN |
| Naimon      | 9° 18′ N, 329° 18′ O / 9.3°N,329.3°O   | 244,00        | Naimon - El més prudent dels consellers de Carlemany.                                                                                        | WGPSN |
| Nevelon     | 33° 12′ S, 197° 00′ O / 33.2°S,197°O   | 49,00         | Nevelon - Comandant de la sisena divisió franca.                                                                                             | WGPSN |
| Ogier       | 42° 30′ N, 275° 06′ O / 42.5°N,275.1°O | 100,00        | Ogier - Danès al comandament de la tercera columna de l'exèrcit de Carlemany.                                                                | WGPSN |
| Oliver      | 62° 30′ N, 200° 48′ O / 62.5°N,200.8°O | 113,00        | Oliver - Amic de Rotllà, ferit mortal per Marganice.                                                                                         | WGPSN |
| Othon       | 33° 18′ N, 347° 48′ O / 33.3°N,347.8°O | 86,00         | Othon - Un dels dotze membres del Consell del Rei, comandant de la sisena columna.                                                           | WGPSN |
| Pinabel     | 39° S, 33° O / 39°S,33°O               | 83,00         | Pinabel - Baró franc, un familiar de Gano de Maganza.                                                                                        | WGPSN |
| Priamon     | 1° 30′ N, 187° 00′ O / 1.5°N,187°O     | 17,00         | Priamon - Noble sarraí en missió a Carlemany.                                                                                                | WGPSN |
| Rabel       | 64° 24′ S, 166° 12′ O / 64.4°S,166.2°O | 91,00         | Rabel - Baró franc, substitueix Rotllà al comandament de l'avantguarda franca dirigint la primera columna.                                   | WGPSN |
| Roland      | 73° 18′ N, 25° 12′ O / 73.3°N,25.2°O   | 144,00        | Rotllà - Nebot de Carlemany, comandant de la rereguarda franca, heroi central del poema La Cançó de Rotllà.                                  | WGPSN |
| Rugis       | 0° 06′ S, 99° 00′ O / 0.1°S,99°O       | 19,00         | Rugis - Noble sarraí, un dels dotze companys sarraïns.                                                                                       | WGPSN |
| Samson      | 6° 30′ N, 298° 36′ O / 6.5°N,298.6°O   | 33,00         | Samson - Baró franc, duc de Borgonya, un dels dotze membres del Consell del Rei, assassinat per Valdebron.                                   | WGPSN |
| Thierry     | 55° S, 8° O / 55°S,8°O                 | 110,00        | Thierry - Cavaller franc, duc d'Argona, germà de Godfrey.                                                                                    | WGPSN |
| Tibbald     | 57° N, 358° O / 57°N,358°O             | 160,00        | Tibbald de Reims - Baró franc, guarda dels cossos dels francs caiguts a Roncesvalls.                                                         | WGPSN |
| Timozel     | 9° 54′ S, 212° 18′ O / 9.9°S,212.3°O   | 58,00         | Timozel - Noble sarraí, assassinat per Gerin i Gerier en la primera batalla.                                                                 | WGPSN |
| Torleu      | 0° 12′ S, 188° 24′ O / 0.2°S,188.4°O   | 8,00          | Torleu - Comandant sarraí, rei de Pèrsia, assassinat per Rabel.                                                                              | WGPSN |
| Turgis      | 16° 54′ N, 28° 24′ O / 16.9°N,28.4°O   | 580,00        | Turgis - Noble sarraí, comte de Tortelosa, assassinat per Olivier en la primera batalla.                                                     | WGPSN |
| Turpin      | 47° 42′ N, 1° 24′ O / 47.7°N,1.4°O     | 87,00         | Turpin - Arquebisbe de Reims, segons la Cançó de Rotllà.                                                                                     | WGPSN |
| Valdebron   | 29° 36′ N, 104° 24′ O / 29.6°N,104.4°O | 49,00         | Valdebron - Sarraí noble, entrega la seva espasa a Ganeló.                                                                                   | WGPSN |